# Загайці
Зага́йці — село Підгаєцької міської громади,  Тернопільського району Тернопільської області. До 2020 року підпорядковане Староміській сільраді. До 1990 року належало до Бережанського району. До села приєднано хутір Почмайстрівка. 
Має чоловічий монастир.
Населення — 252 особи (2001).

## Географія
Розташоване на правому березі річки Коропець, за 1 км від центру громади Підгайці.

## Історія
Згадується село 13 липня 1472 року в книгах галицького суду .
Відоме від 16 століття.
1787 року в Загайцях проживало 244 особи.
Село цікаве своєю дошкою, яка присвячена Підгаєцькій угоді 1667 р. між польським гетьманом Яном Собеським та українським Петром Дорошенком та могилою козаків-дорошенківців. Також тут відбувається фестиваль національної культури «Туристичний ярмарок», де діятиме містечко «Колорит національного села». 
12 червня 2020 року, відповідно до розпорядження Кабінету Міністрів України № 724-р «Про визначення адміністративних центрів та затвердження територій територіальних громад Тернопільської області» увійшло до складу Підгаєцької міської громади.
19 липня 2020 року, в результаті адміністративно-територіальної реформи та ліквідації Підгаєцького району, село увійшло до складу Тернопільського району.

## Населення

### Мова
Розподіл населення за рідною мовою за даними перепису 2001 року:
| Мова       | Кількість | Відсоток |
| ---------- | --------- | -------- |
| українська | 250       | 99.21%   |
| російська  | 2         | 0.79%    |
| Усього     | 252       | 100%     |

## Пам'ятки
Є:
- «фігура» Ісуса Христа (1995)
- капличка на х. Почмайстрівка
- козацька могила
- символічний хрест на початку села.

## Відомі люди

### Народилися
- літератор В. Цибульський.

### Померли
- Солук Михайло Іванович-«Дон» — зв’язковий Подільського крайового проводу ОУН, Лицар Бронзового хреста бойової заслуги.

## Галерея

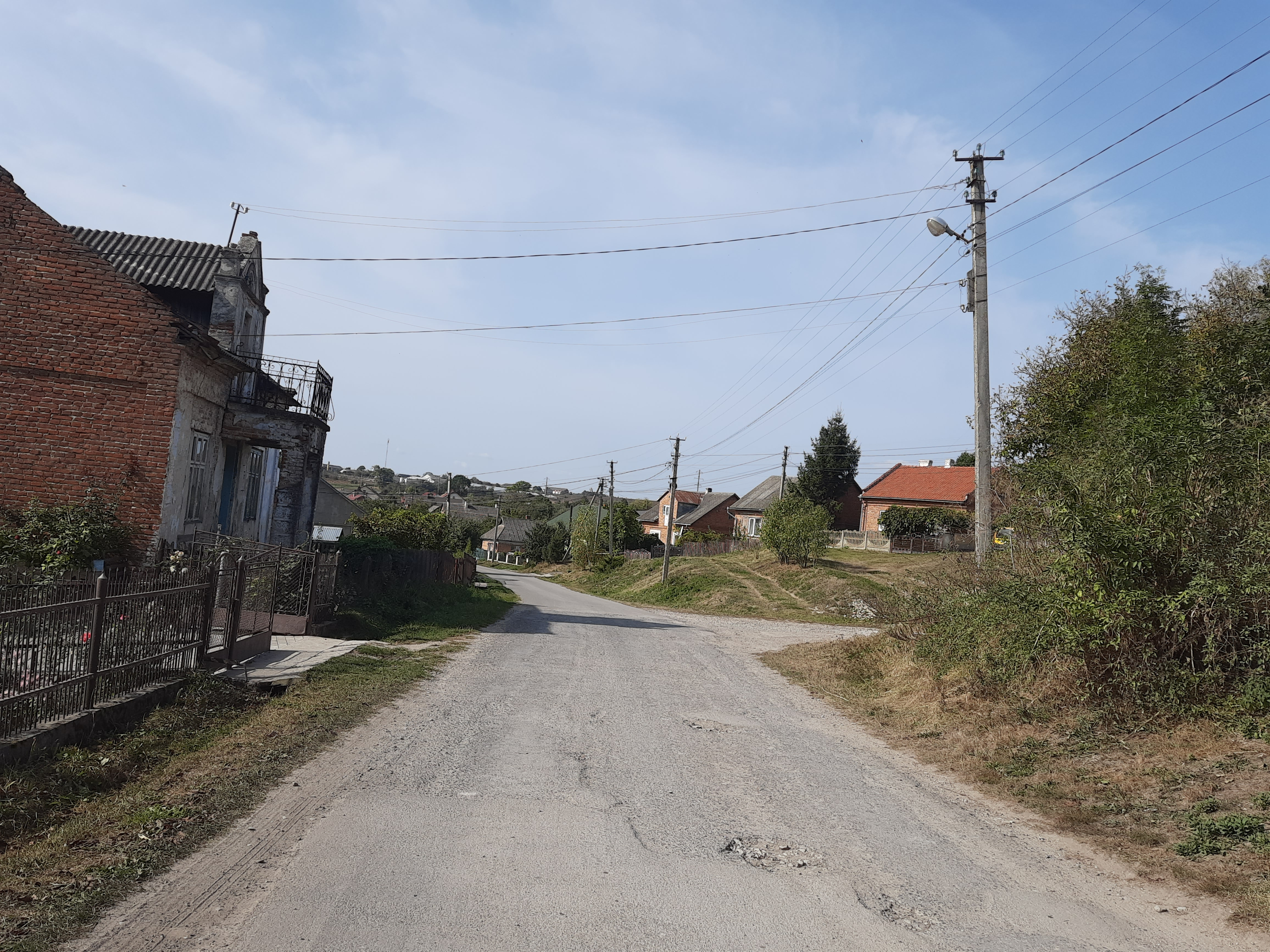
В'їзд у село
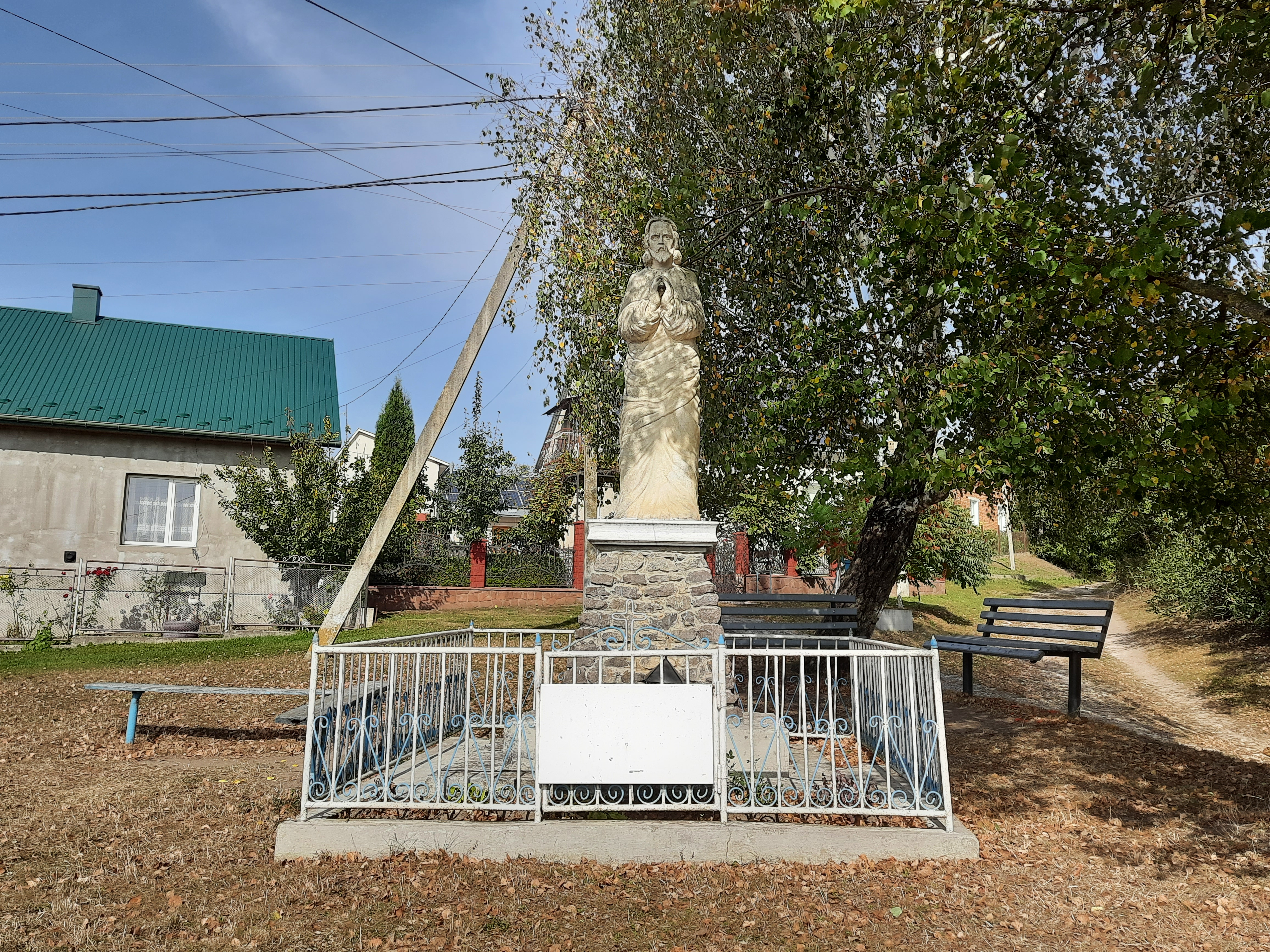
"Фігура" край дороги
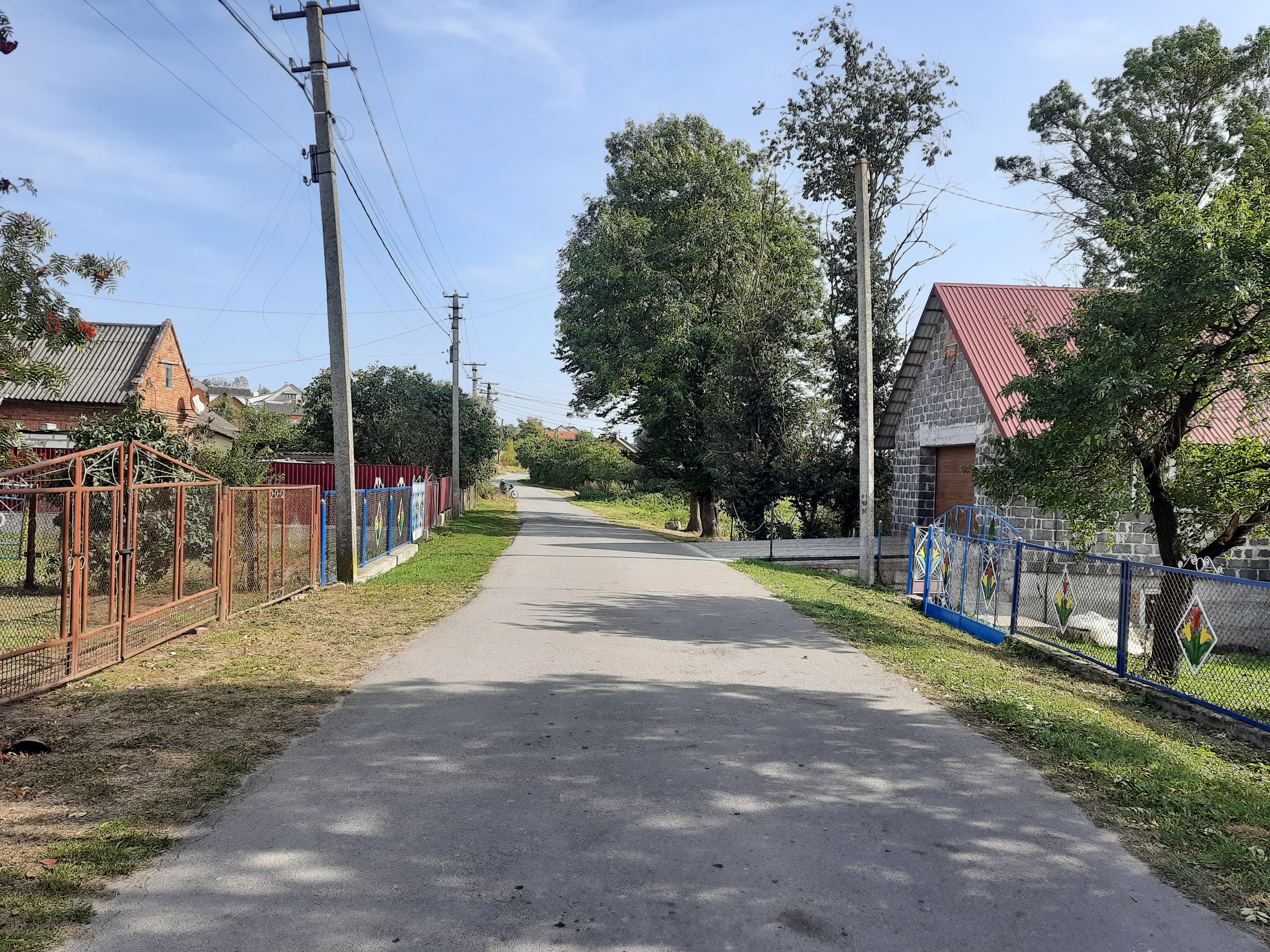
Сільська вулиця
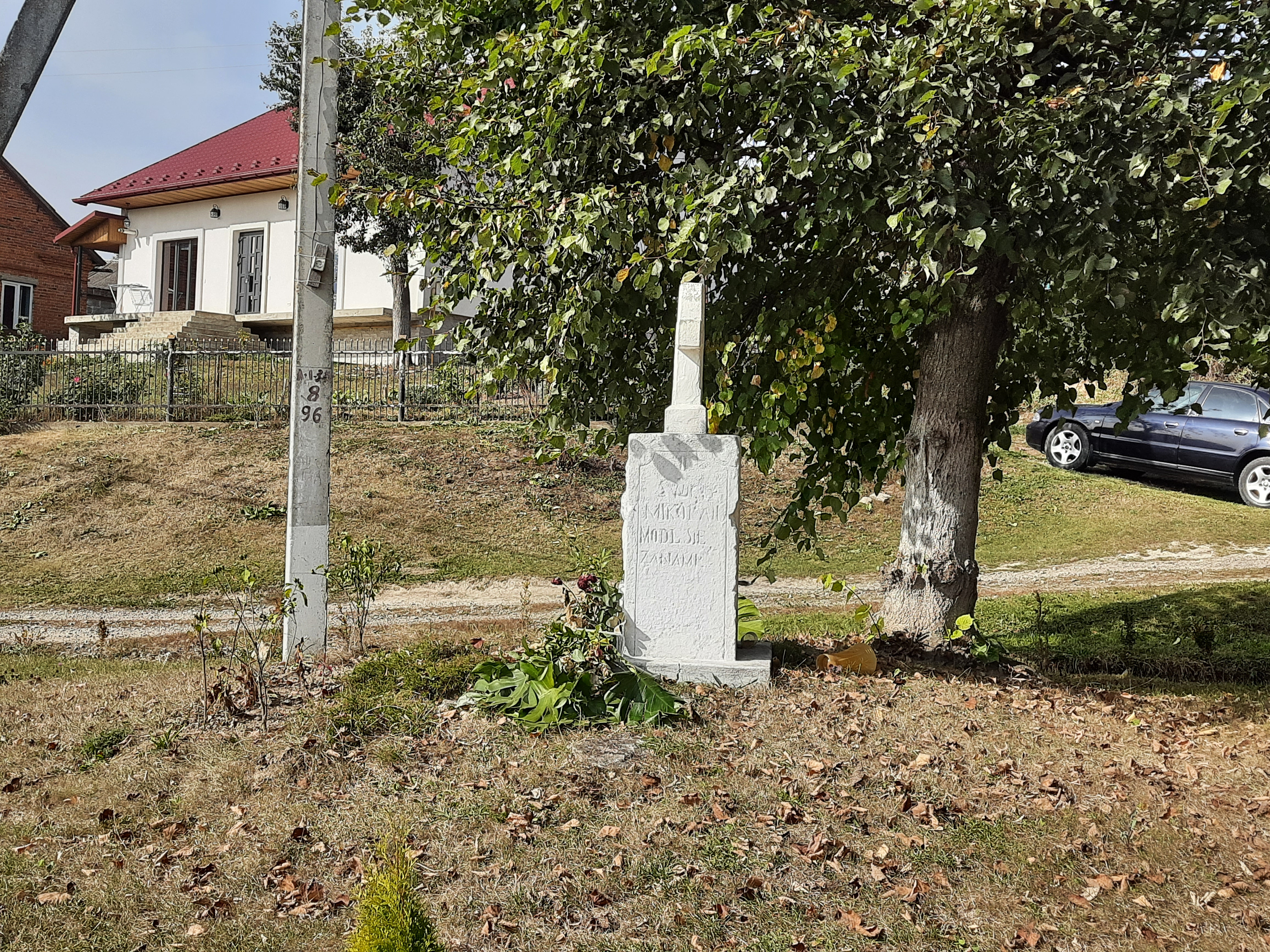
Пам'ятний хрест
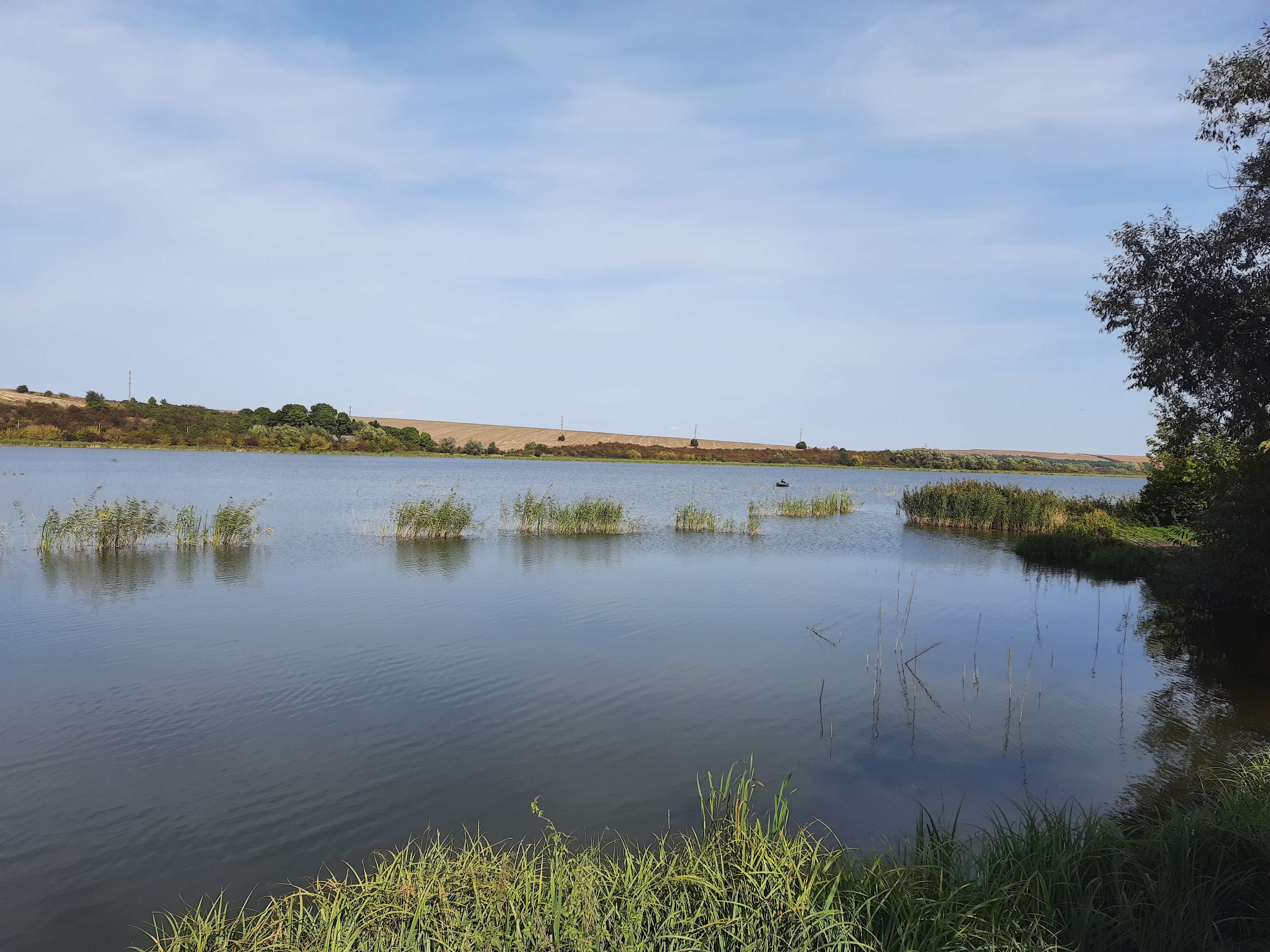
Став біля села